# Heather Doerksen
Heather Doerksen (Winnipeg, Manitoba, 12 de fevereiro de 1980) é uma atriz canadiana.

## Filmografia
| Ano       | Título                                | Personagem                            | Notas                           |
| --------- | ------------------------------------- | ------------------------------------- | ------------------------------- |
| 2005–2008 | Smallville                            | Isis Receptionist, Martha's Aide      | 4 episódios                     |
| 2005–2008 | The L Word                            | Karen, Waitress, Woman with Clipboard | 3 episódios                     |
| 2005–2008 | Stargate Atlantis                     | Captain Pat Meyers                    | 6 episódios                     |
| 2005–2008 | Battlestar Galactica                  | Sgt. Brandy Harder                    | 4 episódios                     |
| 2006      | Blade: The Series                     | Kat                                   | 1 episódio: "Pilot"             |
| 2006      | Kyle XY                               | Mrs. Preston                          | 1 episódio: "Diving In"         |
| 2007      | Good Luck Chuck                       | Woman on Plane                        |                                 |
| 2007      | Supernatural                          | Gloria Sidnick                        | 1 episódio: "House of the Holy" |
| 2008      | The Eye                               | Sickly Woman                          |                                 |
| 2008      | The Lost Treasure of the Grand Canyon | Hildy Wainwright                      |                                 |
| 2008      | O Dia em que a Terra Parou            | Regina's Aide                         |                                 |
| 2009      | The Uninvited                         | Mildred Kemp                          |                                 |
| 2010      | Marmaduke                             | Female Executive                      |                                 |
| 2010      | The Client List                       | Tanya                                 |                                 |
| 2010      | Fringe                                | Major Warner                          | 4 episódios                     |
| 2011      | In the Name of the King 2             | Dunyana                               |                                 |
| 2012      | Ambrosia                              | Sarah                                 |                                 |
| 2012      | The Cabin in the Woods                | Accountant                            |                                 |
| 2012      | True Justice                          | Veronica                              | 1 episódio: "The Shot"          |
| 2012      | Abducted: The Carlina White Story     | Agent Thompson                        |                                 |
| 2013      | Pacific Rim                           | Lt. Kaidanovsky                       |                                 |
| 2013      | Once Upon a Time in Wonderland        | Sarah                                 | 3 episódios                     |
| 2014      | Big Eyes                              | Gossipy Woman #1                      |                                 |
| 2018      | Take Two                              | Syd                                   | 3 episódios                     |